# Черепановка
Черепа́новка (рос. Черепановка) — присілок у Воткінському районі Удмуртії, Росія.
Населення становить 235 осіб (2010, 245 у 2002).
Національний склад (2002):
- росіяни — 90 %

Урбаноніми:
- вулиці — Зарічна, Кокоріна, Комарова, Лісова